# Duinlandschap (Theo van Doesburg)
Duinlandschap is een schilderij van de Nederlandse schilder Theo van Doesburg, dat zich bevindt in het Museum De Lakenhal in de Nederlandse stad Leiden. 

## Voorstelling

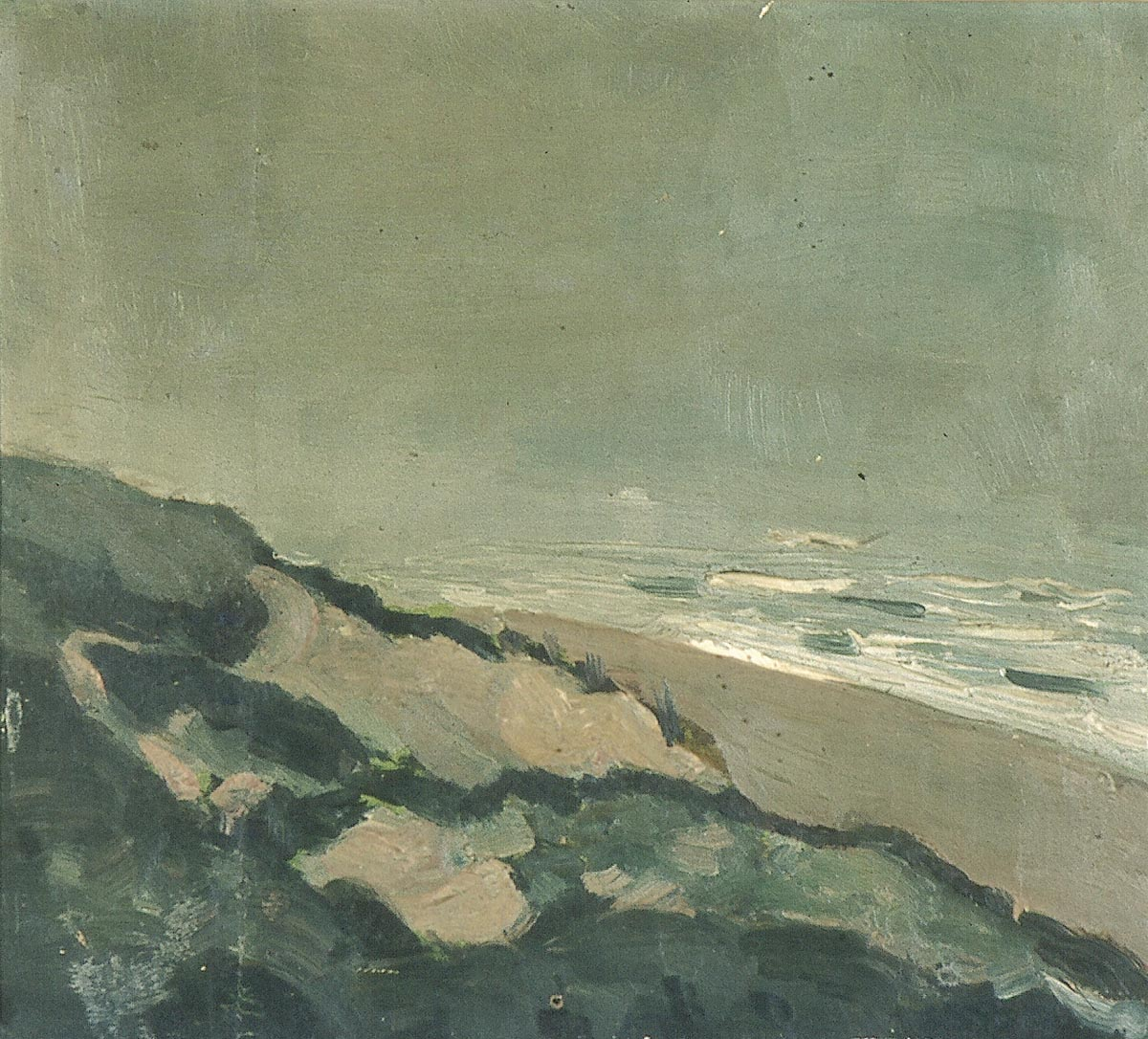
Duinen en Zee, 1912.

Het stelt een duinlandschap voor. Het schilderij is afkomstig uit de collectie van de familie Dee in Kortenhoef. Volgens overlevering binnen deze familie laat het schilderij een gedeelte zien van het duingebied Meijendel in de gemeente Wassenaar. Het schilderij Duinen en Zee van Van Doesburg in het Kröller-Müller Museum ontstond vermoedelijk omstreeks dezelfde tijd en is gemaakt naar aanleiding van dezelfde locatie.

## Herkomst
Van Doesburg gaf het werk aan zijn Leidse vriend Johan Dee. Dee deed de boekhouding en later ook de administratie van het in 1917 opgerichte tijdschrift De Stijl. In ruil voor zijn werk schonk Van Doesburg vermoedelijk enkele werken aan Dee, waaronder Duinlandschap en ook Zelfportret met hoed. Dee liet de werken na aan zijn eerste vrouw Adriana Dee-Pina. In 1963 kwam het via erfenis aan de familie Dee. In 2007 verkocht de toenmalige eigenaar, mevr. G. Dee-Jansen uit Ede, het werk aan Museum De Lakenhal in Leiden.